# Z8 GND 5296
z8_GND_5296 je vzdálená galaxie, objevená v říjnu roku 2013. Po jejím objevu bylo oznámeno, že má rudý posuv 7,51, což ji činí jednou z nejstarších a nejvzdálenějších známých galaxií. Její hmotnost je asi 109 hmotnosti Slunce. Galaxie je výjimečná také překotnou tvorbou nových hvězd, která je co do hmotnosti ekvivalentní vzniku více než 300 našich Sluncí ročně, tj. asi 100krát větší, než jakou pozorujeme u naší Galaxie.

## Okolnosti objevu
Galaxii objevil tým astronomů z Texaské univerzity v Austinu pod vedením Stevena Finkelsteina, ve spolupráci s astronomy z Texas A&M University, National Optical Astronomy Observatory a Kalifornské univerzity v Riverside. Jejich objev zveřejnil 24. října 2013 časopis Nature. Následně danou oblast pozorovali také astronomové Keckovy observatoře na Havaji pomocí nového přístroje MOSFIRE, který se vyznačuje velkou citlivostí na infračervené záření, a objev potvrdili.

## Vzdálenost
U galaxie z8_GND_5296 byl zaznamenán rudý posuv 7,51, což je zatím největší rudý posuv změřený pomocí vodíkové čáry Lyman alfa. Tato měření galaxii umísťují do vzdálenosti 13,1 miliard světelných let (4×109 pc) od Země. Můžeme ji tedy pozorovat tak, jak vypadala přibližně pouhých 700 miliónů let po velkém třesku, tj. v době, kdy vesmír měl jen dvacetinu svého současného věku 13,8 miliard let.
Protože v současné době pozorujeme světlo, které galaxii z8_GND_5296 opustilo před více než 13 miliardami let, je její skutečná současná pozice s ohledem na neustálé rozpínání vesmíru ještě vzdálenější, asi 30 miliard světelných let, což je daleko za horizontem pozorovatelného vesmíru.